# Alcea
Genre
Alcea est un genre de plantes de la famille des Malvaceae. C'est le genre de la Rose trémière (Alcea rosea), une Alcée dont la haute hampe florale s'invite parfois spontanément dans les jardins ou le long des trottoirs.

## Étymologie
Le nom botanique du genre (Alcea rosea est l'espèce la plus commune) désignait en latin et en grec (alkea, « mauve », dérivé d'althein, « guérir ») une Malvacée mal identifiée aux  propriétés médicinales, et désigne aujourd'hui les Alcées.

## Liste d'espèces
Selon GRIN (18 novembre 2015) :
- Alcea acaulis (Cav.) Alef.
- Alcea biennis Winterl
- Alcea calvertii (Boiss.) Boiss.
- Alcea ficifolia L.
- Alcea flavovirens (Boiss. & Buhse) Iljin
- Alcea heldreichii (Boiss.) Boiss.
- Alcea kurdica (Schltdl.) Alef.
- Alcea litwinowii (Iljin) Iljin
- Alcea longipedicellata I. Riedl
- Alcea nudiflora (Lindl.) Boiss.
- Alcea rhyticarpa (Trautv.) Iljin
- Alcea rosea L.
- Alcea rugosa Alef.
- Alcea setosa (Boiss.) Alef.
- Alcea sosnovskyi Iljin
- Alcea striata (DC.) Alef.
- Alcea sulphurea (Boiss. & Hohen.) Alef.

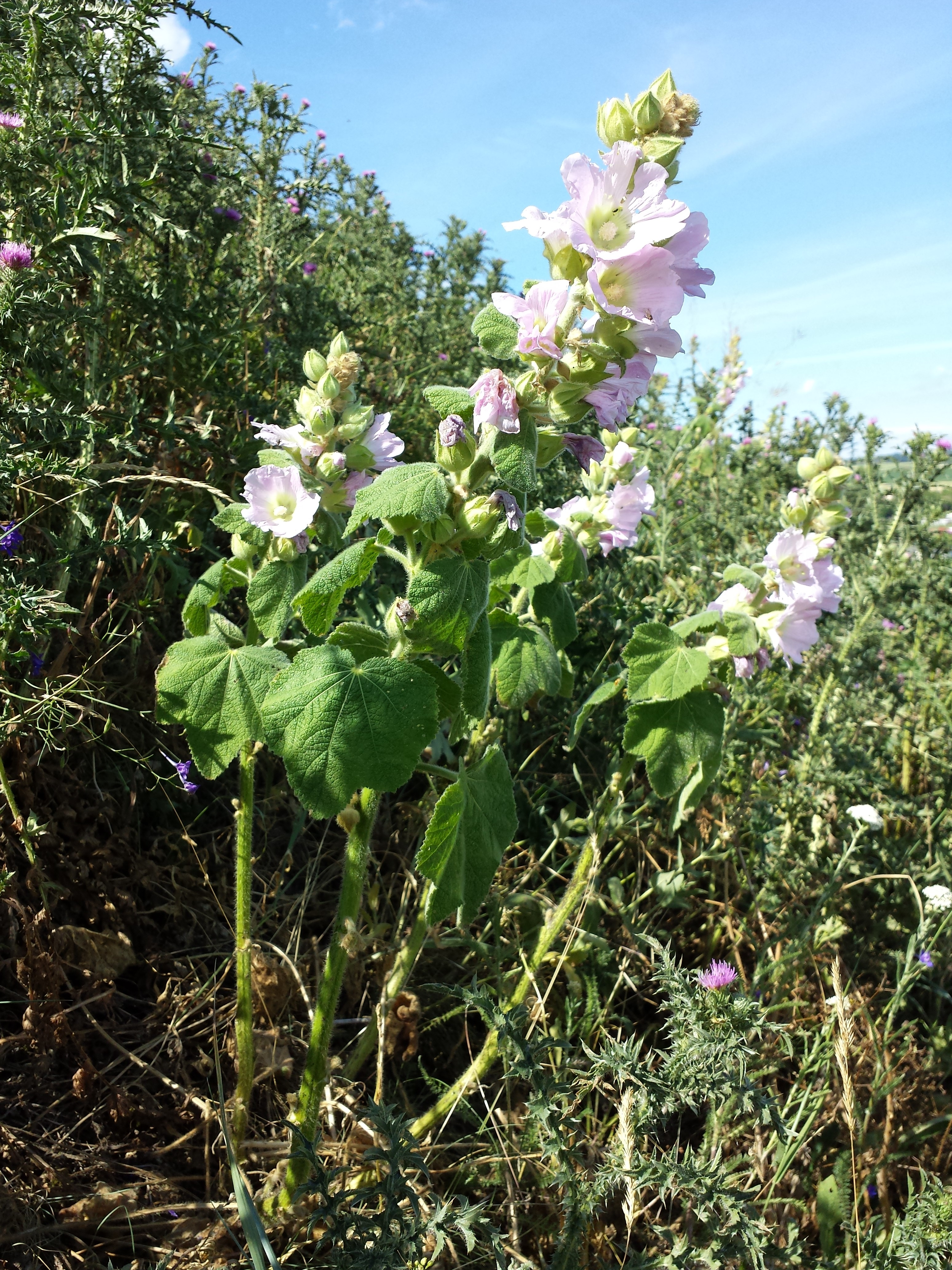
Alcea biennis (= A. pallida)
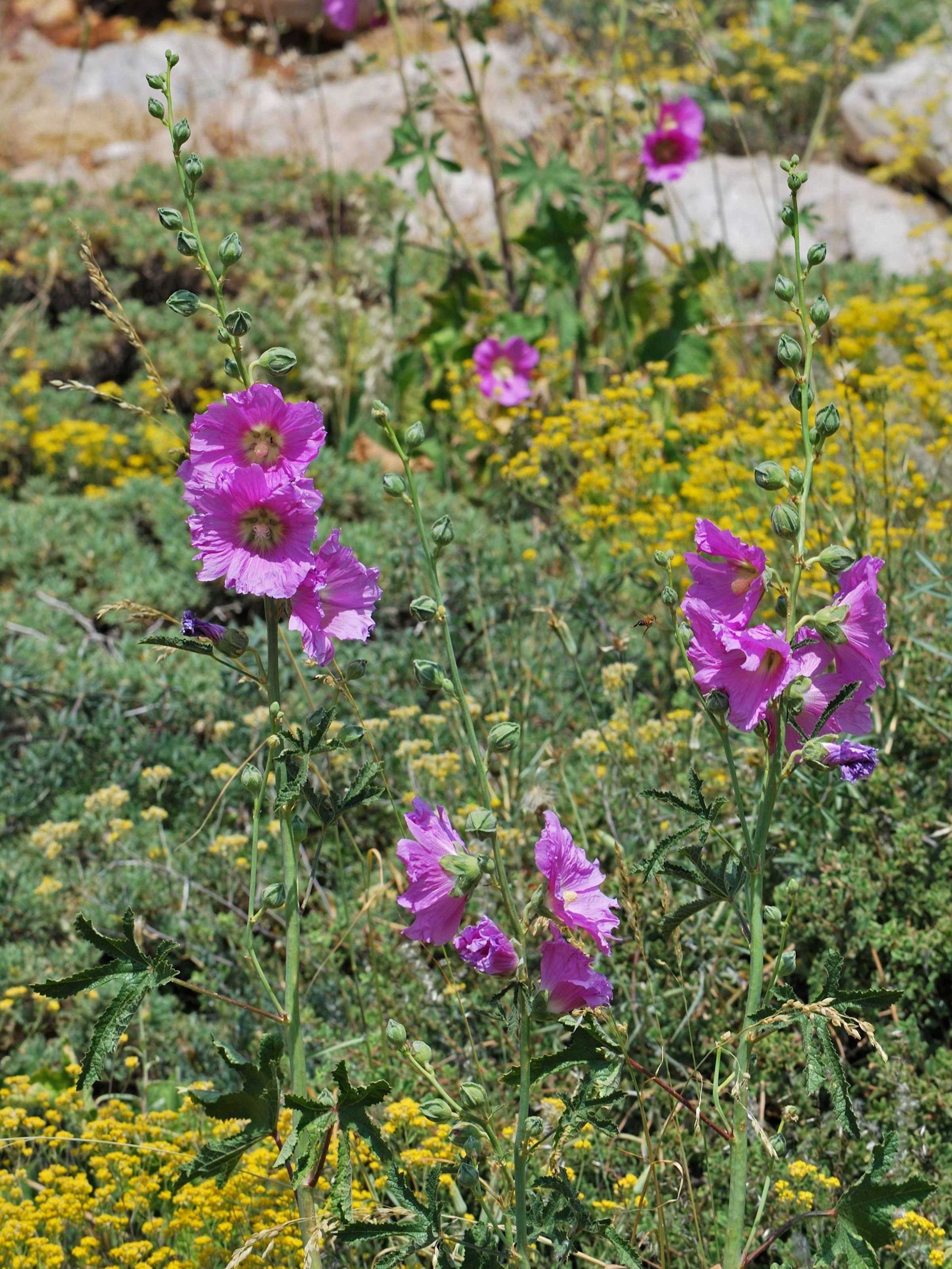
Alcea dissecta
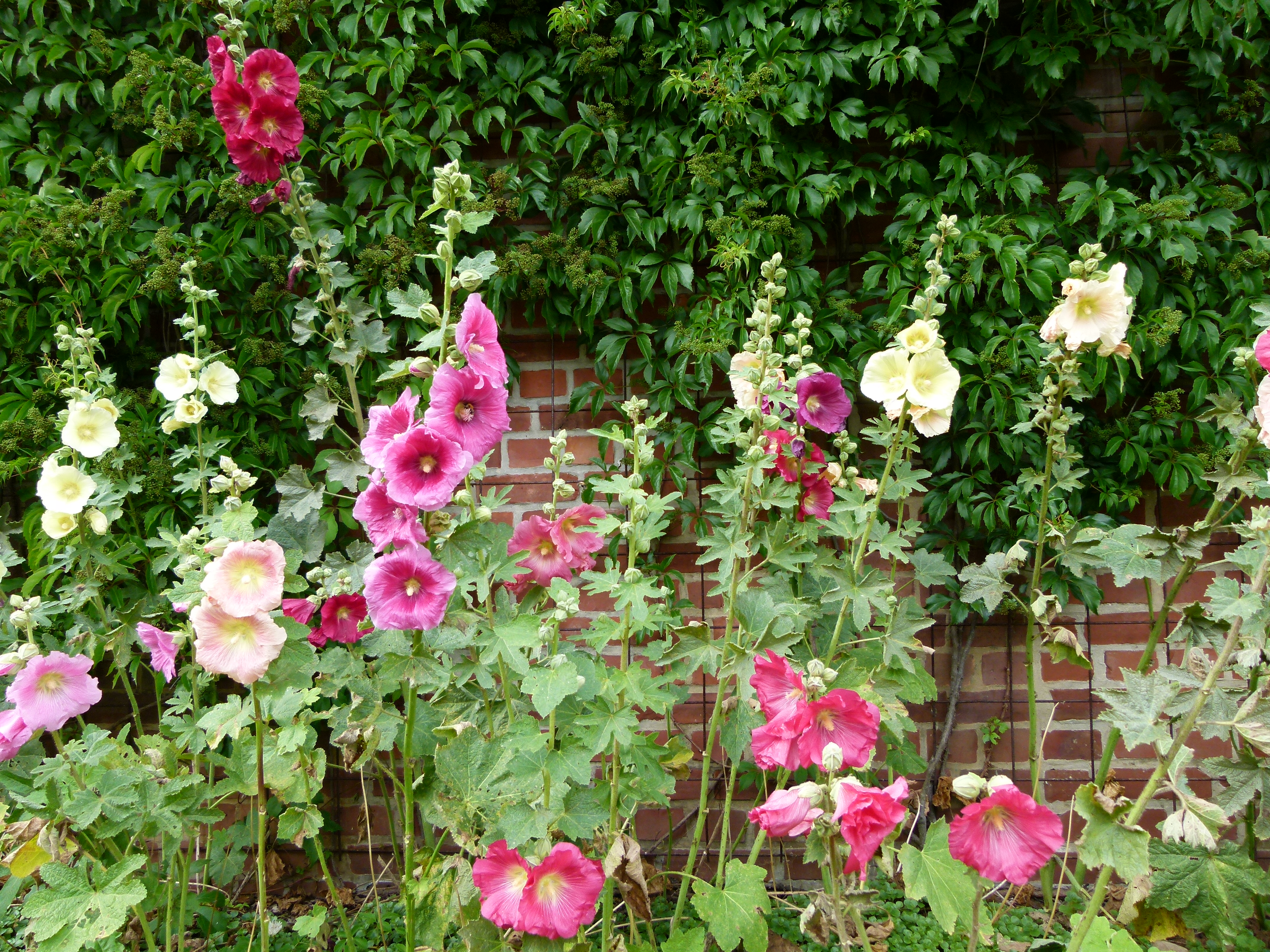
Alcea rosea, la rose trémière
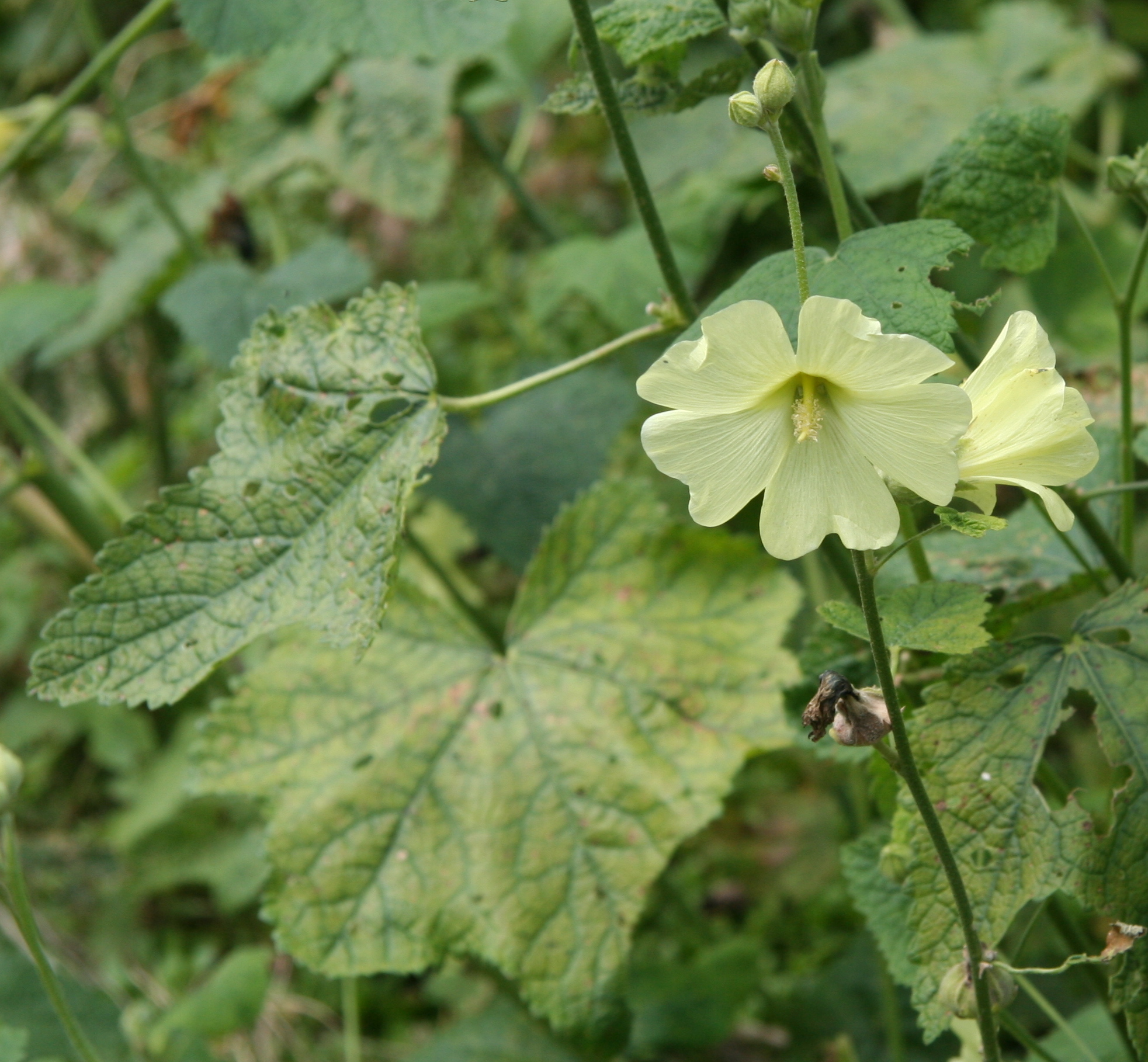
Alcea rugosa
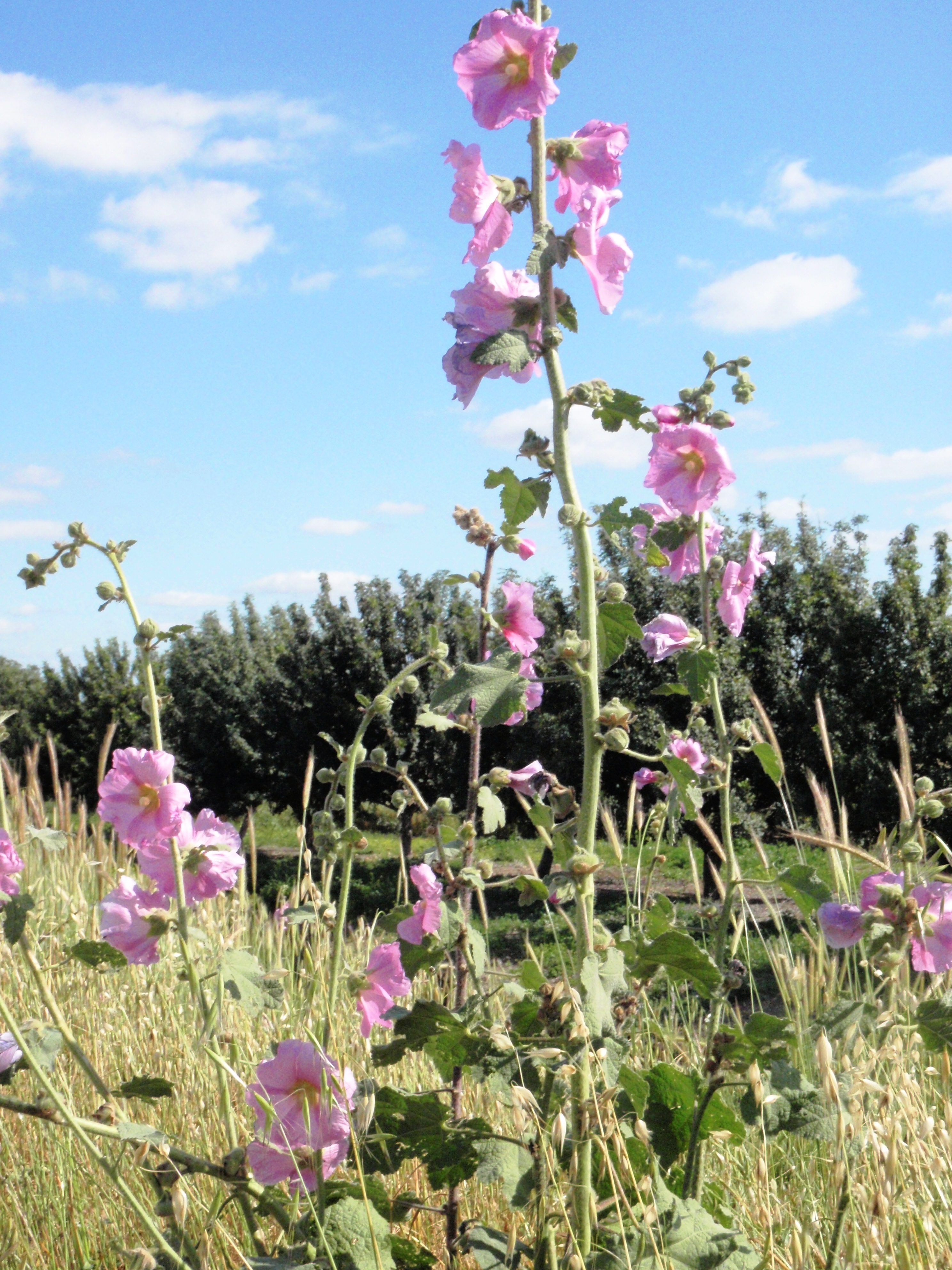
Alcea setosa
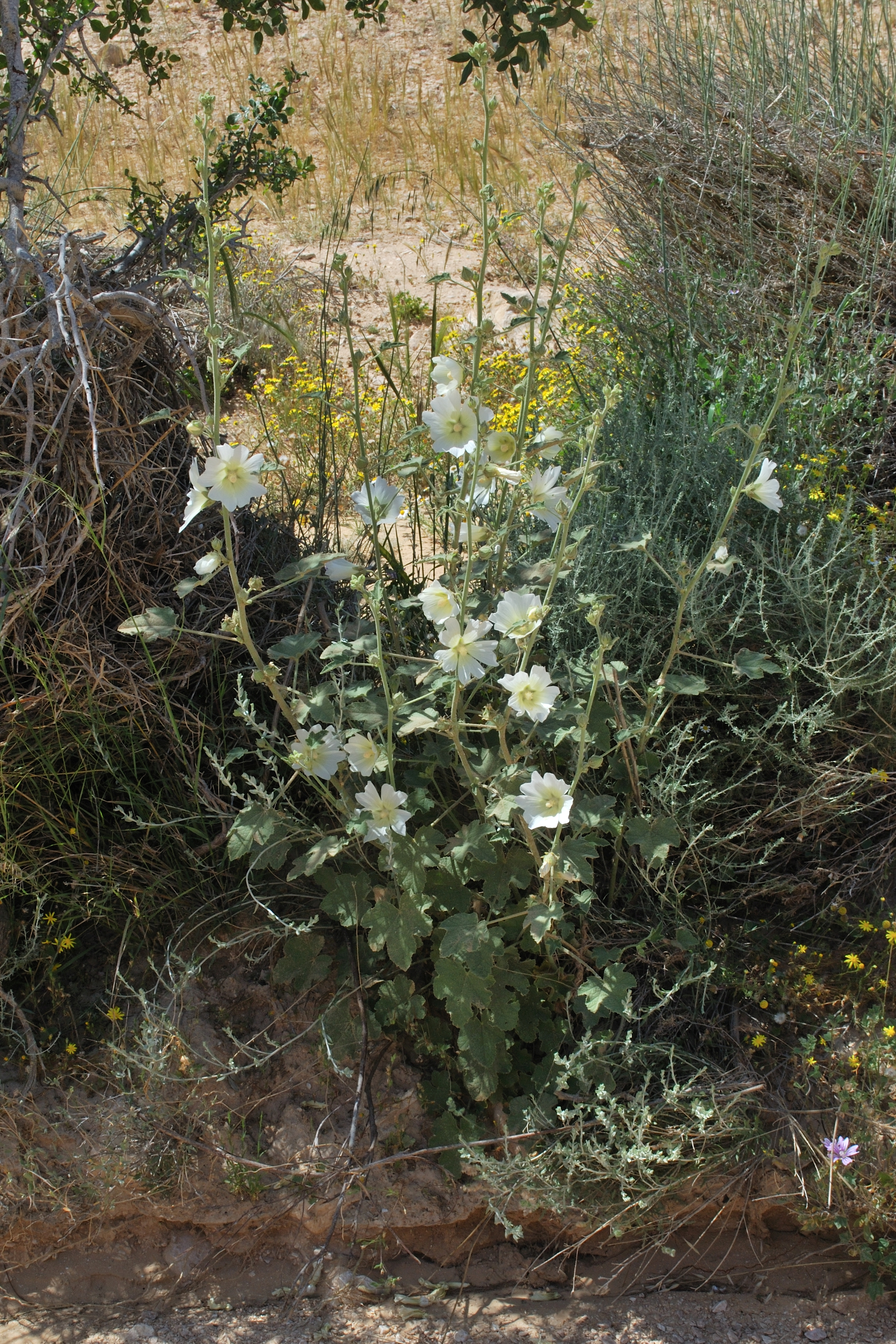
Alcea striata

Selon Tropicos (18 novembre 2015) (Attention liste brute contenant possiblement des synonymes) :
- Alcea abchazica Iljin
- Alcea acaulis (Cav.) Alef.
- Alcea aegyptiaca Boiss.
- Alcea afghanica Riedl
- Alcea africana Lour.
- Alcea angulata Freyn & Sint.
- Alcea antoninae Iljin
- Alcea apterocarpa Boiss.
- Alcea arbelensis Boiss. & Hausskn.
- Alcea assadii Pakravan
- Alcea baldschuanica Iljin
- Alcea baldshuanica Iljin
- Alcea biennis Winterl
- Alcea calvertii (Boiss.) Boiss.
- Alcea chrysantha (Sam.) Zohary
- Alcea crassicaulis Riedl
- Alcea cretica (Weinm.) Greuter
- Alcea damascena (Mouterde) Mouterde
- Alcea denudata Boiss.
- Alcea digitata Alef.
- Alcea dissecta (Baker f.) Zohary
- Alcea djahromi Parsa
- Alcea excubita Iljin
- Alcea fasciculiflora Zohary
- Alcea ficifolia L.
- Alcea flavovirens Iljin
- Alcea freyniana Iljin
- Alcea froloviana Iljin
- Alcea galilaea Zohary
- Alcea ghahremanii Pakravan & Assadi
- Alcea glabrata Alef.
- Alcea gorganica (Rech. f., Aellen & Esfand.) Zohary
- Alcea grossheimii Iljin
- Alcea guestii Zohary
- Alcea haussknechtii Boiss.
- Alcea heldreichii Boiss.
- Alcea hohenackeri Boiss.
- Alcea hyrcana Grossh.
- Alcea ilamica Pakravan
- Alcea indica Burm. f.
- Alcea iranshahrii Pakravan, Ghahr. & Assadi
- Alcea karakalensis Freyn
- Alcea karsiana Litv.
- Alcea kazerouni Parsa
- Alcea koelzii Riedl
- Alcea kopetdaghensis Iljin
- Alcea kuhsanguia Parsa
- Alcea kurdica Alef.
- Alcea kursariensis Iljin
- Alcea kusjariensis (Iljin) Iljin
- Alcea lasiocalycina Boiss.
- Alcea lavateriflora (DC.) Boiss.
- Alcea leiocarpa (Sam. ex Rech. f.) Mouterde
- Alcea lenkoranica Iljin
- Alcea lilacina Boiss.
- Alcea lineariloba I. Riedl
- Alcea litvinovii Iljin
- Alcea litwinowii Iljin
- Alcea loftusii Zohary
- Alcea longipedicellata Riedl
- Alcea macrocarpa Riedl
- Alcea mazandaranica Pakravan & Ghahr.
- Alcea mosulensis Riedl
- Alcea mozaffarianii Ghahr., Pakravan & Assadi
- Alcea nikitinii Iljin
- Alcea novopokrovskii Iljin
- Alcea nudicaulis Boiss.
- Alcea nudiflora (Lindl.) Boiss.
- Alcea pallida Waldst.
- Alcea peduncularis Boiss. & Hausskn.
- Alcea pinnatifida Gilib.
- Alcea pisidica Hub.-Mor.
- Alcea pontica Janka
- Alcea popovii Iljin
- Alcea rechingeri (Zohary) Riedl
- Alcea remotiflora (Boiss. & Heldr.) Alef.
- Alcea rhyticarpa Iljin
- Alcea rosea L.
- Alcea rosulata Riedl
- Alcea rufescens Boiss.
- Alcea rugosa Alef.
- Alcea sachsachanica Iljin
- Alcea scabridula Riedl
- Alcea schirazana Alef.
- Alcea semnanica Pakravan
- Alcea setosa (Boiss.) Alef.
- Alcea sophiae Iljin
- Alcea sosnovskyi Iljin
- Alcea sotudehi Parsa
- Alcea striata Alef.
- Alcea sycophylla Iljin & V. V. Nikit.
- Alcea tabrisiana Boiss. & Buhse
- Alcea talassica Iljin
- Alcea tarica Pakravan & Ghahr.
- Alcea taurica Iljin
- Alcea teheranica Parsa
- Alcea tholozanii Stapf
- Alcea tiliacea Zohary
- Alcea transcaucasica (Iljin ex Grossh.) Iljin
- Alcea turcomanica Iljin
- Alcea turkeviczii Iljin
- Alcea vameghii Parsa
- Alcea wilhelminae I. Riedl
- Alcea woronowii (Iljin ex Grossh.) Iljin
- Alcea xanthochlora I. Riedl